# Медаља захвалности начелника штаба
Медаља захвалности начелника штаба (хебр. אות הערכה מטעם הרמטכ"ל) је израелско војно одликовање које додјељује начелник штаба особи или јединици која је значајно доприњела јачању Израелских одбрамбених снага или безбједности Израела. Медаља је установљена 26. априла 1981. од стране владе Израела. Може се додијелити држављанину Израела, или војном или цивилном лицу стране државе. Уколико добитник признања није жив постхумно се додјељује његовим најближим. Начелник штаба одлуку о додјели медаље доноси на основу препоруке Генералштабног одбора за похвале. Одлука о додјели медаље накнадно се усаглашава са лицем за које је утврђено да има право да буде одликован овом медаљом и да се добије његова сагласност. Уколико је ријеч о држављанину стране земље онда је потребно да се прибави сагласност од власти своје земље уколико је то потребно. Објављивање додјеле признања разматра се појединачно обзиром на тренутне околности или због идентитета примаоца. Од 2020. године одлучено је да се медаља додјељује једном годишње на свечаној церемонији. Примаоц медаље може је носити у било ком тренутку. Медаља се носи на лијевој страни груди. У случају да је медаља додијељена јединици она се причвршћује за заставу јединице. Примаоци медаље а који бораве у Израелу позивају се поводом Дана независности, на церемонију отварања Прославе Дана независности која се одржава на гори Херцл. Уколико примаоц борави ван Израела биће позван на пријем који организује војни аташе или амбасадор у тој земљи. 

## Изглед медаље
Медаља је округлог облика. Направљена је од метала сребрене боје. На предњој страни медаље налази се Давидова звијезда са маслиновом гранчицом и мачем на лијевој страни, а задња страна је празна. Трака, на којој виси медаља, направљена је од тканине свијетло плаве и бијеле боје које симболизују израелску заставу. Уз медаљу иде и потврда на хебрејском језику која описује чин због чега се медаља додјељује. 